# Pigmeo (mitología)

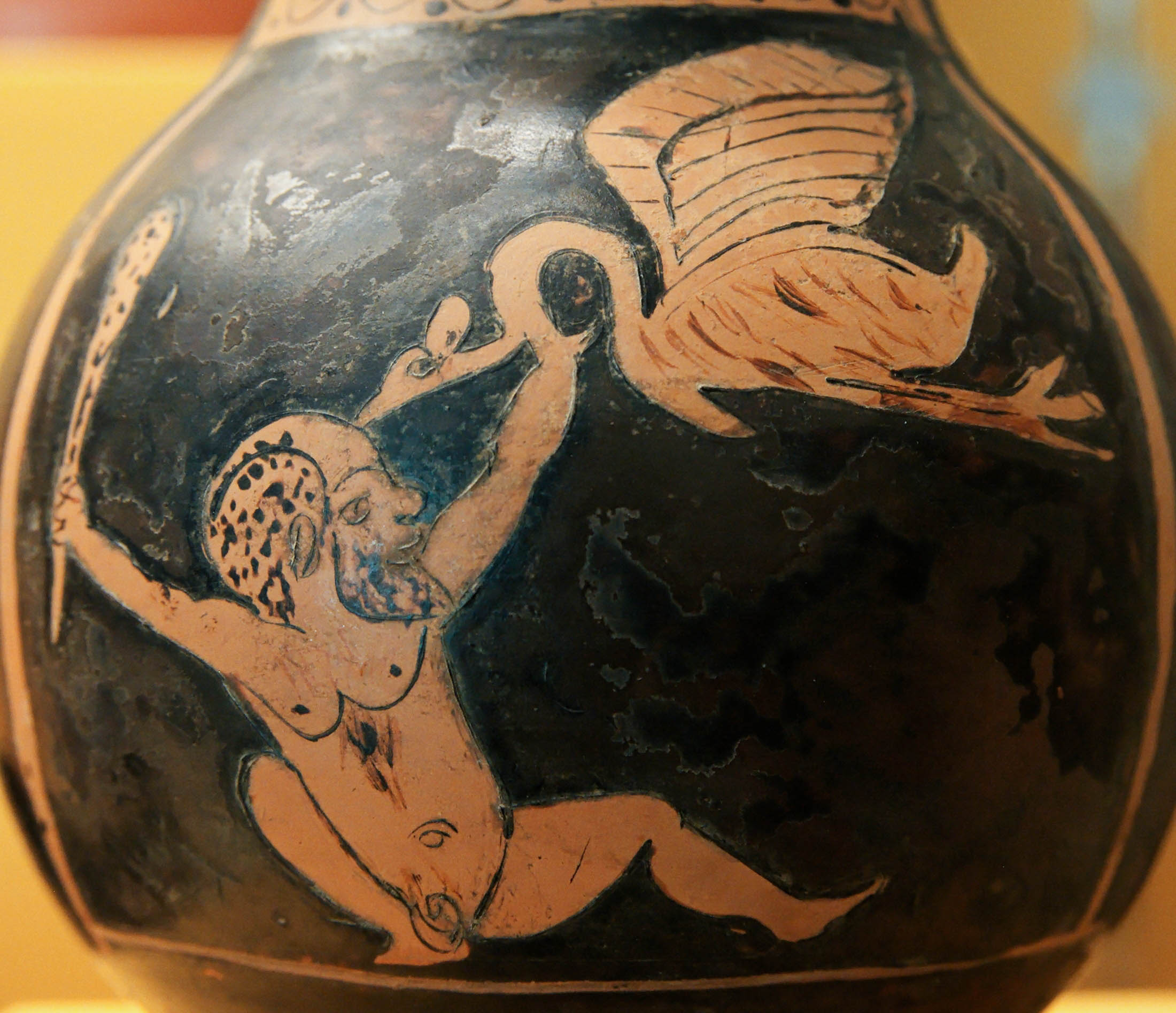
Pigmeo luchando con una grulla. Cerámica ática; del 430 - 420 a. C. Museo Arqueológico Nacional de España.

En la mitología griega los pigmeos (en griego antiguo, Πυγμαῖοι, Pygmaíoi) fueron un pueblo fabuloso de seres caracterizados por ser extraordinariamente pequeños y por sostener una guerra constante contra las grullas. La etimología del nombre los hace derivar de πυγμή (pygmḗ), esto es, la distancia entre «el codo a la mano», lo que nos hace una idea de su tamaño. Los autores tardíos suelen situarlos cerca de las fuentes del Nilo, adonde se dice que las grullas emigraban cada año para apoderarse de los campos de los pigmeos. En épocas tardías también oímos hablar de los pigmeos del norte, que vivían en las cercanías de Tule; se les describe como muy poco longevos, pequeños y armados con lanzas a modo de agujas. Por último también tenemos mención de los pigmeos indios, que vivían bajo la tierra al este del río Ganges. Como pueblo recibe su nombre de un epónimo, Pigmeo, hijo de Doro y nieto de Épafo. En la vida real, el nombre se asignó en el siglo XIX a un conjunto de pueblos de África central, los pigmeos, cuyo avistamiento en la Antigüedad podría haber inspirado el mito.

## Textos mitológicos

### Versión de Homero
«Como se alza delante del cielo el chillido de las grullas, que, cuando huyen del invierno y del indecible aguacero, entre graznidos vuelan hacia las corrientes del Océano, llevando a los pigmeos la muerte y la parca, y a través del aire les tienden maligna disputa»».

### Versión de Filóstrato
Estando Heracles en Libia, durmiendo después de derrotar a Anteo, los pigmeos se rebelan contra él y proclaman que van a vengar a Anteo; son hermanos de Anteo, gente noble, pero ni son atletas ni se asemejan a Anteo en la lucha; con todo, son hijos de la Tierra y robustos, a su manera. Cuando surgen de la Tierra, la arena se ondula como el mar. Los pigmeos habitan en la tierra como las hormigas y entierran sus provisiones, pero no se nutren de bienes ajenos, sino de lo suyo propio pues se autoabastecen: siembran, cazan y atan arados con un yugo pigmeo; se dice también que usan hachas para talar espigas, ya que las consideran árboles. Pero, ¡qué valientes son! Hételos aquí, marchando contra Heracles para matarlo mientras duerme; no le temerían aunque estuviera despierto. Heracles duerme sobre la fina arena y reposa las fatigas de la lucha; con la boca abierta, inspira aire por todo el pecho, lleno de Sueño; el Sueño personificado con gran tamaño está a su lado, orgulloso de haber derribado a Heracles. También Anteo yace en el suelo, pero la magistral técnica del artista dibuja a Heracles lleno de vida y cálido, mientras Anteo aparece muerto, frío, abandonado a la tierra. El ejército de pigmeos ya ha rodeado a Heracles; una de sus falanges ataca la mano izquierda, mientras estas otras dos facciones emprenden campaña hacia la derecha por ser la más fuerte; los arqueros ponen sitio a sus pies y una falange con hondas golpea sus muslos tanto como puede; el ataque a la cabeza requiere una táctica precisa: a ello se dedica el rey de los pigmeos acompañado de un cuerpo de élite: usan maquinaria como si se tratara de tomar una ciudadela, fuego para los cabellos, dobles punzones para los ojos, una especie de puertas para la boca y estos portalones son, creo, para la nariz con el objeto de que Heracles no pueda respirar, cuando ya hayan tomado la cabeza. Todos estos preparativos tienen lugar mientras Heracles duerme, pero he aquí que se incorpora y suelta una risotada ante el peligro que representan tales enemigos; entonces, recogiéndolos con sus manos a todos de una vez, los mete en su piel de león y se los lleva, creo, a Euristeo.

### Versión de Ateneo
Respecto a la grulla afirma Beo que había sido una mujer distinguida entre los pigmeos, llamada Gérana («grulla»). Esta, honrada como una diosa por sus conciudadanos, tenía en poca consideración a los auténticos dioses, sobre todo a Hera y a Artemisa; así que Hera se encolerizó y la metamorfoseó en la indecorosa ave, y la convirtió en enemiga y aborrecible para los pigmeos que la habían hecho objeto de honores. Y añade que de ella y Nicodamante nació la tortuga terrestre. El autor de estos versos épicos relata que, en conjunto, todas las aves fueron anteriormente seres humanos.

### Versión de Antonino Liberal
Entre los hombres denominados pigmeos nació una niña llamada Énoe. Su aspecto físico era irreprochable, pero tenía un carácter desagradable y orgulloso; no prestaba, además, la menor atención a Artemisa ni a Hera. Casada con Nicodamante, un ciudadano mesurado y discreto, dio a luz a un niño, Mopso. Como prueba de gentileza, todos los pigmeos la obsequiaron con muchos presentes por el nacimiento de su hijo. Pero Hera, contrariada con Énoe porque no se había ocupado de ella, la convirtió en grulla, y alargó su cuello, haciendo de la mujer un pájaro de vuelo alto. Y suscitó la guerra entre ella y los pigmeos. Énoe, debido a la añoranza que sentía por su hijo Mopso, revoloteaba por los tejados de las casas y no levantaba el vuelo a parte alguna; los pigmeos se armaron todos y trataban de ahuyentarla. Y, a raíz de esta historia, perdura hasta nuestros días la rivalidad entre las grullas y los pigmeos.